# Zsuzsanna Kézi
Zsuzsanna Kézi (hongarès: Kézi Zsuzsanna)  (Bakonybánk, 14 de maig de 1945 - Tata, 18 de maig de 2021), de soltera Pethő, va ser una jugadora d'handbol hongaresa que va competir durant les dècades de 1960 i 1970. Jugava de portera.
El 1976 va prendre part en els Jocs Olímpics de Mont-real, on guanyà la medalla de bronze en la competició d'handbol.
En el seu palmarès també destaca una medalla de bronze al Campionat del món d'handbol de 1975 Durant la seva carrera esportiva jugà un total de 53 partits amb la selecció nacional.
A nivell de clubs jugà al Tatabányai Bányász (1964-1978).